# Cyclocephala hartmannorum
Cyclocephala hartmannorum är en skalbaggsart som beskrevs av Karl Franz Josef Malý 2006. Cyclocephala hartmannorum ingår i släktet Cyclocephala och familjen Dynastidae. Inga underarter finns listade i Catalogue of Life.